# José Ricardo dos Santos Oliveira
José Ricardo dos Santos Oliveira (João Pessoa, 19 mei 1984), ook wel kortweg Ricardinho genoemd, is een Braziliaans voetballer.